# 小林湖底
小林 湖底（こばやし こてい）は、日本のライトノベル作家である。埼玉県秩父市出身。大学時代は北海道で過ごした。現在は神奈川県在住。ペンネームの由来は始皇帝。

## 概要
小学校の頃から読書が好きで、童話系の物語作品や宮沢賢治の作品を読んでいたと話している。
高校時代には古典の授業で司馬遷の『史記』に記されている項羽と劉邦の話を読んだ時に作品に憧れを抱いたことや、中島敦の小説『山月記』などの影響を受けたことなどを元に、次第に古典風の作品を描くようになった。
最初に執筆した小説は古典を題材とした歴史小説で、大学の文芸部の部員から「ライトノベルのようだ」と評価を受けたことからライトノベル作家としての道を歩み始めた。同時に、安里アサトのライトノベル『86-エイティシックス-』を始めとしたライトノベル作品を本格的に読み始めたのもこの時期だと語っている。作品の投稿を4、5作品ほど行なったものの、最初は一次選考落ちが多かったと話している。しかし、GA文庫大賞の半期での入賞の連絡を大学の卒業式の翌日に受けた。そして、第11回GA文庫大賞では『ひきこまり吸血姫の悶々』で優秀賞を受賞し、2020年に同作でデビューを果たした。第26回電撃小説大賞では小林照名義で投稿していた『灼華繚亂』（刊行時タイトル: 『少女願うに、この世界は壊すべき』シリーズ）で銀賞を受賞した。
2023年、MF文庫J編集部主催のプロ作家によるライトノベル短編コンテスト「MF文庫J evo」の第2回において読者投票数で首位になり、PV数で首位になった望公太と同率で第1位を獲得した。

## 特徴
好きな作品として吉崎観音の漫画『ケロロ軍曹』、小野不由美の小説『十二国記』、パール・S・バックの小説『大地』などを挙げている。中学校時代には既にライトノベルに触れていた。

## 作品一覧
- 『ひきこまり吸血姫の悶々』（イラスト：りいちゅ、GA文庫〈SBクリエイティブ〉、2020年1月 - 、既刊13巻）[8]
- 『少女願うに、この世界は壊すべき』（イラスト：ろるあ、電撃文庫〈KADOKAWA〉、2020年4月 - 11月、全2巻）[9]
- 『護衛のメソッド -最大標的の少女と頂点の暗殺者-』（イラスト：火ノ、電撃文庫〈KADOKAWA〉、2021年11月 - 2022年2月、全2巻）[10]
- 『経学少女伝 〜試験地獄の男装令嬢〜』
  - 短編（第2回 MF文庫J evo〈KADOKAWA〉掲載、2023年5月[11]）
  - 書籍（イラスト：あろあ、MF文庫J〈KADOKAWA〉、2024年6月 - 、既刊2巻）[12][13]
- 『吸血令嬢は魔刀を手に取る』（イラスト：azuタロウ、電撃文庫〈KADOKAWA〉、2024年4月 - 、既刊2巻）[14]
- 『世界最強の魔法使い。だけどぼっち先生は弟子に青春を教わります』（イラスト：茨乃、電撃文庫〈KADOKAWA〉、2025年6月）[15]